# Karl Hahn (Politikwissenschaftler)
Karl Hahn (* 2. November 1937 in Zipplingen (Unterschneidheim)) ist ein deutscher Politikwissenschaftler und Hochschullehrer.

## Leben
Karl Hahn, geboren in Württemberg als Sohn von Emilie Hahn, geborene Götz, und des Landwirts Karl Hahn, studierte Politikwissenschaft und Geschichte, Philosophie und Pädagogik an der FU Berlin, der Universität Tübingen und der LMU München sowie an der PH Schwäbisch Gmünd. 1968 wurde er in München bei Hans Maier mit der Dissertation zu Staat, Erziehung und Wissenschaft bei J.G. Fichte zum Dr. phil. promoviert. Anschließend war er als wissenschaftlicher Assistent an der PH Berlin tätig, bevor er 1971 an das Institut für politische Wissenschaft der RWTH Aachen wechselte. Dort habilitierte er sich 1974 in Politikwissenschaft mit der Arbeit Proudhons Demokratietheorie. Untersuchungen zum sozialrepublikanisch-föderativen Demokratiebegriff.
Nach Tätigkeiten als Lehrer und als Assistent wurde Hahn 1974 zunächst Dozent an der TH Aachen und im selben Jahr ordentlicher Professor für Politikwissenschaft an der Abteilung Aachen der PH Rheinland, die 1980 in die RWTH Aachen eingegliedert wurde und wohnte in Roetgen-Rott. 1988 folgte er einem Ruf an die Universität Münster, an der er bis zu seiner Emeritierung 2003 blieb.
Hahn beschäftigt sich mit politischer Ideengeschichte von der Antike bis zur Neuzeit, Totalitarismusforschung, den theoretische Grundlegungen der Friedens- und Konfliktforschung sowie  politischer Bildung.
1975/1976 war er Vorsitzender der Europäischen Föderalistischen Partei.
Hahn ist katholisch, hatte 1971 Doris Kaulmann geheiratet und hat drei Kinder (Felicita, Alexandra und Cornelia).

## Publikationen
- Staat, Erziehung und Wissenschaft bei J. G. Fichte. München 1969.
- Föderalismus. Die demokratische Alternative. Eine Untersuchung zu P.-J. Proudhons sozial-republikanisch-föderativem Freiheitsbegriff. München 1975.
- Die kommunikativ-praktische Transformation der Philosophie Fichtes als Bedingung ihrer Vergegenwärtigung. In: Helmut Girndt (Hrsg.): Selbstbehauptung und Anerkennung. Spinoza – Kant – Fichte – Hegel. Sankt Augustin 1990.
- Fichtes und Proudhons Begriff des Eigentums als Recht auf Arbeit. In: Manfred Buhr (Hrsg.): Das geistige Erbe Europas. Napoli 1994.